# Hugh Cairns
Pour les articles homonymes, voir Cairns (homonymie).
Hugh Cairns est né le 4 décembre 1896 à Ashington dans le comté de Northumberland en Angleterre et mort le 2 novembre 1918, dix jours avant l'armistice, est un militaire anglo-canadien. Il reçut la Victoria Cross, la distinction la plus élevée et la plus prestigieuse accordée aux militaires britanniques et du Commonwealth pour bravoure face à l'ennemi.

## Biographie

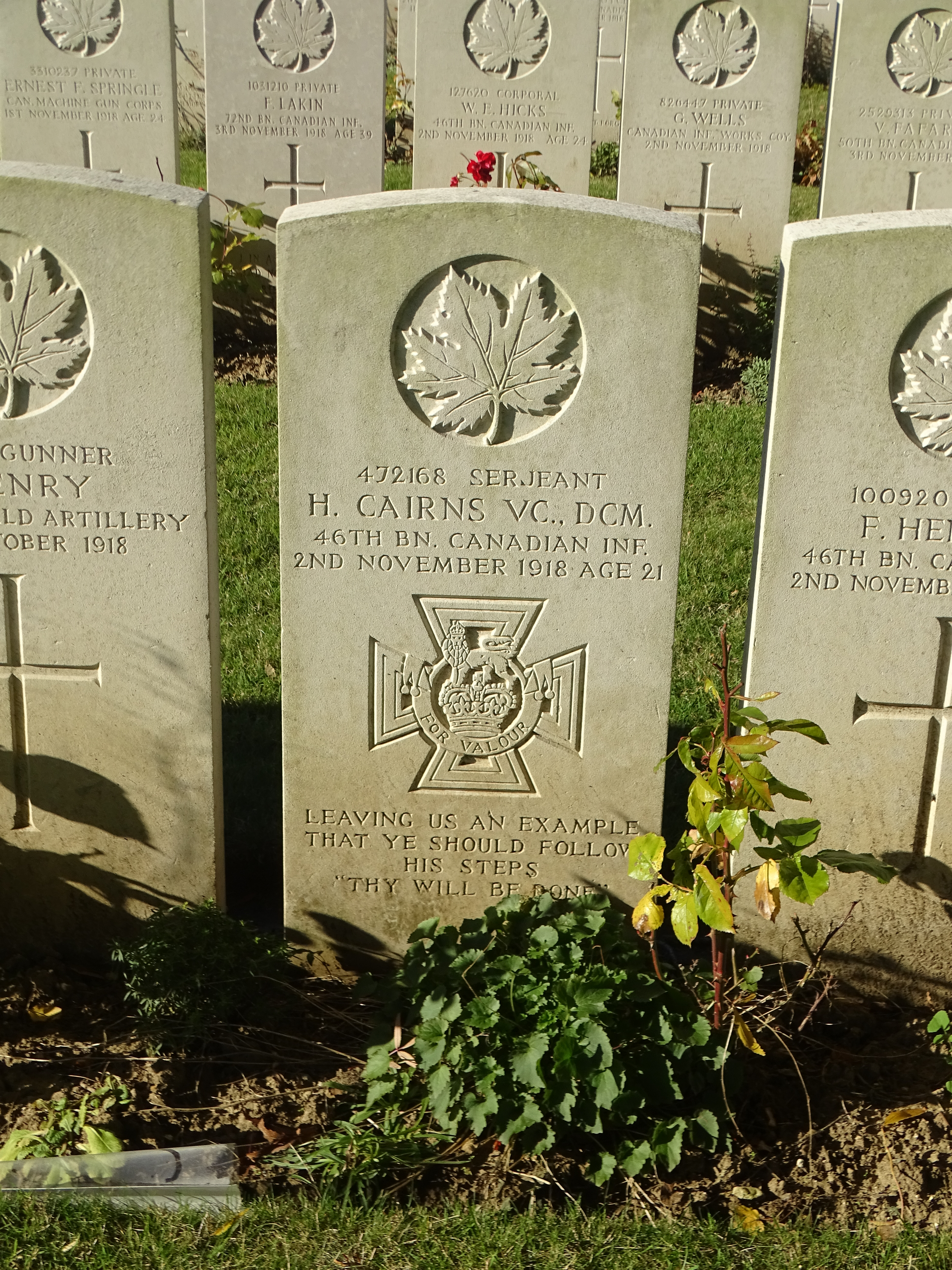
Tombe de Hugh Cairns en 2021.

Immigré au Canada en 1911 à Saskatoon, Cairns était sergent au 46e bataillon (South Saskatchewan) du Corps expéditionnaire canadien. Apprenti plombier, le jeune Cairns brillait surtout par ses exploits au sein de l’équipe de football de sa ville. À l’âge de 18 ans, il s’enrôla dans le Corps expéditionnaire canadien, avant d’être transféré le 30 juin dans le 46e bataillon et envoyé en France le 9 août.
Pendant la Première Guerre mondiale il s'illustra de façons mémorables, qui lui valurent ses décorations. Il obtient sa Distinguished Conduct Medal lors de la bataille de la crête de Vimy, en avril 1917. Le 1er novembre 1918 à Valenciennes, alors qu'une mitrailleuse ouvrait le feu sur sa section, le sergent Cairns s'empara d'un fusil-mitrailleur  Lewis et seul, sous le feu ennemi, attaqua la position, tua les cinq tireurs et captura l'arme. Peu après, le peloton rencontra encore de la résistance. De nouveau, Cairns monta tout seul à l’assaut ; il tua 12 hommes, en captura 18 et prit deux autres mitrailleuses. L’avance du peloton fut entravée une troisième fois. Plus tard, bien que blessé, il réussit à tuer d'autres ennemis, fit 60 prisonniers et prit beaucoup d'autres armes. Touché à l’estomac, il mourut le 2 novembre 1918, soit dix jours avant l’armistice et à un mois de son vingt-deuxième anniversaire.
Il repose au cimetière militaire britannique d'Auberchicourt, allée IA 8.

## Distinctions
Il reçut à titre posthume la Croix de Victoria, la dernière attribuée à un canadien lors de cette guerre et fut nommé Chevalier de la Légion d'honneur. Sa décoration est exposée au Musée de la guerre canadien à Ottawa, Canada.
En 1921, un monument fut érigé à Saskatoon, représentant le sergent Cairns en tenue de footballeur. Soixante-cinq noms des jeunes de l’Académie qui ne sont pas revenus de la grande guerre sont inscrits autour de ce monument. Plusieurs bâtiments portent son nom, dans sa ville natale. En 1936, en hommage à son action la ville de Valenciennes donna le nom du Sergent Cairns à une avenue.
En 1960, une rue et une école primaire à Saskatoon ont été nommées en son honneur.